# Contraescritura
En general se entiende por contraescritura aquella mediante la cual se altere o modifique lo estipulado en alguna escritura anterior.

## Regulación por países

### Situación en Chile
En Chile existen dos tesis en cuanto a la extensión que debe darse al concepto de contraescritura; una que estima que este es de carácter restringido y otra que le otorga un ámbito más amplio.
- Sentido restringido: Según esta teoría, el término contraescritura está considerado como todo escrito en el cual las partes en forma ostensible contradigan estipulaciones contenidas en una escritura anterior y que esté destinada a permanecer en secreto frente a terceros.;  serían el medio que tendrían las partes para demostrar cuál fue su real intención al celebrar el acto o contrato original.
- Sentido amplio: Conforme a esta posición dentro de la expresión contraescritura quedan incorporadas todas aquellas que modifiquen o alteren en todo o parte una escritura anterior, sea para dejarlas totalmente sin efecto, sea para introducirles modificaciones.

Valor probatorio de las contraescrituras en Chile:
- Entre las partes: Ellas producen pleno efecto probatorio, ya que lo que debe primar entre ellas es su verdadera intención al contratar. En todo caso, tratándose de contraescrituras privadas, deberá otorgarse su reconocimiento en alguna de las formas que señala el artículo 346 del Código de Procedimiento Civil.

- Frente a terceros: Las contraescrituras que consten en instrumento privado y que estén destinadas a alterar lo establecido en un documento público, no producen efecto alguno respecto de terceros.

Las contraescrituras que consten en un instrumento público, para que puedan ser eficaces respecto de terceros que requieren que se haya tomado nota de ella en la matriz del instrumento original y de la copia en virtud de la cual ha actuado el tercero.
En todo caso, los terceros si toman conocimiento de la existencia de alguna contraescritura que no haya cumplido con alguno de los requisitos precedentemente indicados, podrá valerse de ella frente a las partes.  Lo anterior, por cuanto la ley dice que no producirán efecto “contra terceros” y nada señala en cuanto al valor de ellas a favor de terceros.